# Tony Martin (Schauspieler, 1953)
Anthony „Tony“ Martin (* 1953 in Tamworth, New South Wales, Australien) ist ein australischer Schauspieler.
Tony Martin ist in Australien vor allem bekannt durch seine Mitwirkung in den Fernsehserien Heartbreak High und Wildside.
Er ist seit 2003 mit der Schauspielerin Rachael Blake verheiratet, mit der er in der Serie Wildside spielte.

## Filmografie
- 1978: Chopper Squad (Fernsehserie)
- 1981: Mord in Sydney (The Killing of Angel Street) (als Anthony Martin)
- 1985: Palace of Dreams (Mini-Serie) (als Anthony Martin)
- 1985: Endstation goldener Fluß (Colour in the Creek) (Fernsehserie)
- 1985: Die Abenteuer eines Rennpferdes (Archer) (Fernsehfilm)
- 1987: Twelfth Night
- 1988: Wind und Sterne (Captain James Cook) (Mini-Serie)
- 1988: Ein Schrei in der Dunkelheit (Evil Angels)
- 1988: The First Kangaroos
- 1989: E Street (Fernsehserie)
- 1994–1995: Heartbreak High (Fernsehserie, 52 Episoden)
- 1994–1996: G. P. (Fernsehserie) (als Anthony Martin)
- 1995: Blue Murder (Fernsehfilm)
- 1996: Parklands
- 1997–1999: Wildside (Fernsehserie, 60 Episoden)
- 1998: Das Interview (The Interview)
- 2000: Blindman’s Bluff (Kurzfilm)
- 2000: The Games (Fernsehserie)
- 2001: The Big House (Kurzfilm)
- 2002: The Shot (Kurzfilm)
- 2003: At the Edge of the Bed (Kurzfilm)
- 2003: Bad Cop, Bad Cop (Fernsehserie)
- 2003: Inspektor Gadget 2 (Video)
- 2003: The Forest (Fernsehfilm)
- 2004: Jessica (Fernsehfilm)
- 2005: Mary Bryant – Flucht aus der Hölle (Mary Bryant) (Mini-Serie über das Leben von Mary Bryant)
- 2006: Bye Bye Tim (Kurzfilm)
- 2006: Candy – Reise der Engel (Candy)
- 2009: False Witness (Fernsehfilm)
- 2009: Closed for Winter
- 2010: Cropped (Kurzfilm)
- 2011: Blood Brothers (Fernsehfilm)
- 2013: Serangoon Road (Fernsehserie)
- 2014: Healing